# Marco Rutilio Lupo
Marco Rutilio Lupo (latino: Marcus Rutilius Lupus; fl. II secolo) è stato un politico e militare romano.

## Biografia
Esponente della Gens Rutilia Lupia, fu governatore e prefetto d'Egitto sotto Traiano, dal 114 al 5 gennaio del 117 d.C., quando gli ebrei giunsero ad Alessandria d'Egitto. Davanti a lui si tenne, nel 115 d.C., uno storico processo riguardante i rapporti tra patrono e liberto, nel tentativo di definire una controversa questione giuridica.
Nel 116 d.C. represse con la forza una rivolta degli ebrei di Cirene, che si erano sollevati contro i Greci e i Romani.
Proprietario della fabbrica di laterizi Bruziana, con bolli presenti presso il foro di Traiano e al Pantheon,  presso Ameria oggi territorio del comune di Giove (TR) in Umbria nel distretto Amerino, l'importante esponente è probabilmente originario dell'importante municipio romano di Ameria.